# NXT Stand & Deliver 2022
NXT Stand & Deliver 2022 è stato il trentottesimo special event di NXT, prodotto dalla WWE. L'evento si è svolto il 2 aprile 2022 all'American Airlines Center di Dallas, Texas ed è stato trasmesso in diretta su Peacock negli Stati Uniti e sul WWE Network nel resto del mondo.

## Storyline
Nella puntata speciale NXT Roadblock dell'8 marzo Dolph Ziggler vinse un triple threat match che comprendeva anche Tommaso Ciampa e il campione Bron Breakker, conquistando così l'NXT Championship. Dopo aver difeso il titolo contro LA Knight nel successivo episodio, Ziggler accettò la sfida lanciatagli da Breakker per Stand & Deliver.
Nella puntata di NXT del 1º marzo, Carmelo Hayes annunciò che avrebbe difeso il l'NXT North American Championship in un ladder match a Stand & Deliver. Nella puntata di NXT del 15 marzo Santos Escobar fu il primo a qualificarsi dopo aver battuto Cameron Grimes. La settimana successiva si qualificarono Solo Sikoa e Grayson Waller, i quali superarono rispettivamente Roderick Strong e A-Kid. 
Nella puntata di NXT del 15 marzo Tommaso Ciampa tenne un promo col quale sembrò annunciare l'addio al roster giallo, ma fu interrotto da Tony D'Angelo, che lo sfidò ad un match per Stand & Deliver. Dopo aver accettato, Ciampa fu colpito a tradimento da D'Angelo con un colpo basso. 
Nella puntata speciale NXT Vengeance Day del 15 febbraio i Creed Brothers vinsero il torneo Dusty Rhodes Tag Team Classic dopo aver sconfitto gli MSK, ottenendo inoltre un match per l'NXT Tag Team Championship detenuto da Fabian Aichner e Marcel Barthel. A Roadblock i Creed Brothers avrebbero dovuto affrontare l'Imperium per i titoli di coppia, ma furono misteriosamente attaccati nel backstage poco prima dell'inizio del match e vennero rimpiazzati dagli MSK, i quali vinsero per squalifica. Dopo vari scontri verbali, l'Imperium attaccò sia i Creed Brothers che gli MSK, annunciando che avrebbero difeso l'NXT Tag Team Championship contro entrambi i tag team a Stand & Deliver in un triple threat tag team match.

## Risultati
| #       | Match                                                                                           | Stipulazioni                                                 | Durata |
| ------- | ----------------------------------------------------------------------------------------------- | ------------------------------------------------------------ | ------ |
| Kickoff | Dakota Kai e Raquel González hanno sconfitto Gigi Dolin e Jacy Jayne (c)                        | Tag team match per l'NXT Women's Tag Team Championship       | 7:53   |
| 1       | Cameron Grimes ha sconfitto Carmelo Hayes (c), Santos Escobar, Solo Sikoa e Grayson Waller      | Ladder match per l'NXT North American Championship           | 21:01  |
| 2       | Tony D'Angelo (con AJ Galante) ha sconfitto Tommaso Ciampa                                      | Single match                                                 | 13:11  |
| 3       | MSK hanno sconfitto Fabian Aichner e Marcel Barthel (c) e i Creed Brothers (con Malcolm Bivens) | Triple threat tag team match per l'NXT Tag Team Championship | 11:22  |
| 4       | Mandy Rose (c) ha sconfitto Io Shirai, Cora Jade e Kay Lee Ray                                  | Fatal four-way match per l'NXT Women's Championship          | 13:28  |
| 5       | Gunther ha sconfitto LA Knight                                                                  | Single match                                                 | 10:24  |
| 6       | Dolph Ziggler (c) (con Robert Roode) ha sconfitto Bron Breakker                                 | Single match per l'NXT Championship                          | 16:13  |